# Guinda (El Salvador)
La palabra guinda, con el significado de ‘huida’, es de origen salvadoreño, en alusión a los ataques que efectuaba la Fuerza Armada y la Guerrilla compuesta por el FMLN que obligaba a los habitantes a huir de sus casas y lugares de residencia para resguardar sus vidas, pues el propósito de muchos operativos desplegados durante la guerra civil era aplicar la técnica de tierra arrasada, lo cual, aparte de destruir las casas y cultivos y matar animales de crianza, incluía masacrar a la población que pudiese colaborar con la guerrilla (previa violación de las mujeres). El FMLN secuestraba a niños y los obligaba a ser parte de ella o los asesinaba a sangre fría. Por eso viene el término "Salió en guinda al ver la guerrilla" .

Civiles Durante La Ofensiva Hasta El Tope 1989